# Richard Fox (Kanute)
Richard Munro Fox (* 6. Mai 1960 in Winsford, Cheshire) ist ein ehemaliger britischer Kanute und derzeitiger Funktionär. Fox war von den späten 1970er bis in die frühen 1990er Jahre im Kanuslalom aktiv. Heute lebt er in Australien.

## Erfolge
Fox gewann zwischen 1979 und 1993 insgesamt sechs Gold- und eine Bronzemedaille bei Kanu-Weltmeisterschaften im Einer-Kajak (K1).  Bei den Olympischen Sommerspielen 1992 in Barcelona wurde er, ebenfalls im K1, Vierter.

## Internationaler Kanuverband
Von 1996 bis 2000 war Fox Präsident des ICF-Slalom-Komitees und spielte eine wichtige Rolle in den Bemühungen des Kanu-Weltverbandes um den Verbleib des Kanuslaloms im Programm der Olympischen Spiele von Sydney im Jahr 2000, der aufgrund der hohen veranschlagten Kosten für das Penrith Whitewater Stadium vor dem olympischen Aus stand. Fox war anschließend mehrere Jahre Vizepräsident des Internationalen Kanuverbandes (ICF).

## Tätigkeit nach Karriereende
1998 wurde er Nationaltrainer der australischen Kanuslalom-Mannschaft, um sie auf die Olympischen Sommerspiele 2000 in Sydney vor zu bereiten. 2001 nahm er außerdem eine Stelle am Australian Institute of Sport an. Er leitete das australische Slalomteam auch bei den Olympischen Sommerspielen 2004 in Athen. Im Januar 2005 wurde er zum nationalen Leistungsverantwortlichen der australischen Kanuten ernannt. 2008 war er in Vorbereitung auf die Olympischen Spiele in Peking für das australische Hochleistungs-Programm der Slalom- und Rennsportkanuten verantwortlich.
Er ist mit der Kanutin Myriam Fox-Jerusalmi verheiratet, die ebenfalls an Olympischen Spielen teilnahm und mehrfache Weltmeisterin wurde. Ihre gemeinsamen Töchter Jessica und Noemie Fox sind ebenfalls Kanutinnen und gewannen zusammen sieben olympische Medaillen.